# Кубок Франції з футболу 2023—2024
Кубок Франції з футболу 2023–2024 — 107-й розіграш кубкового футбольного турніру у Франції. Титул здобув Парі Сен-Жермен.

## Календар
| Етап                           | Раунд       | Дата                        |                             |
| ------------------------------ | ----------- | --------------------------- | --------------------------- |
| Попередній етап (регіональний) | 1 Раунд     | Регіональні дати            | Регіональні дати            |
| Попередній етап (регіональний) | 2 Раунд     | Регіональні дати            | Регіональні дати            |
| Попередній етап (регіональний) | 3 Раунд     | 17 вересня 2023             | 17 вересня 2023             |
| Попередній етап (регіональний) | 4 Раунд     | 1 жовтня 2023               | 1 жовтня 2023               |
| Попередній етап (регіональний) | 5 Раунд     | 15 жовтня 2023              | 15 жовтня 2023              |
| Попередній етап (регіональний) | 6 Раунд     | 29 жовтня 2023              | 29 жовтня 2023              |
| Попередній етап (національний) | 7 Раунд     | 17–25 листопада 2023        | 17–25 листопада 2023        |
| Попередній етап (національний) | 8 Раунд     | 10 грудня 2023              | 10 грудня 2023              |
| Фінальний етап                 | 1/32 фіналу | 5–7 січня 2024              | 5–7 січня 2024              |
| Фінальний етап                 | 1/16 фіналу | 19–24 січня 2024            | 19–24 січня 2024            |
| Фінальний етап                 | 1/8 фіналу  | 6–8 лютого 2024             | 6–8 лютого 2024             |
| Фінальний етап                 | 1/4 фіналу  | 27 лютого – 13 березня 2024 | 27 лютого – 13 березня 2024 |
| Фінальний етап                 | 1/2 фіналу  | 2–3 квітня 2024             | 2–3 квітня 2024             |
| Фінальний етап                 | Фінал       | 25 травня 2024              | 25 травня 2024              |

## Регламент
Кубок Франції складається з двох етапів:
- відбіркового, який складається з шести регіональних етапів (перші два організовуються в кожному регіоні за своєю схемою для клубів регіональних ліг, наступні чотири організовуються в регіонах централізовано за участі клубів з національних аматорських і напівпрофесіональних ліг) та двох національних етапів (7-й і 8-й етап, з 7-го стартують клуби Ліги 2[1] та представники заморських територій);
- фінального, який починається з 1/32 фіналу — з цього раунду стартують клуби провідної Ліги 1.[2]

## 1/32 фіналу

### Група A
| Команда 1       | Рахунок | Команда 2     |
| --------------- | ------- | ------------- |
| 5 січня 2024    |         |               |
| Фені Ольнуа (4) | 1:0     | Кевії (2)     |
| Шамблі (4)      | 1:2     | Расінг (4)    |
| Сарргемін (6)   | 0:2     | Валансьєн (2) |
| 6 січня 2024    |         |               |
| Лілль           | 12:0    | Голден Лаєн   |
| Ам'єн (2)       | 1:2     | Монпельє      |
| Сент-Омер (6)   | 2:3     | Дюнкерк (2)   |
| 7 січня 2024    |         |               |
| Тьйонвіль (5)   | 0:1     | Марсель       |
| Генгам (2)      | 0:2     | Ренн          |

### Група B
| Команда 1         | Рахунок      | Команда 2    |
| ----------------- | ------------ | ------------ |
| 6 січня 2024      |              |              |
| Ліон Ла Дюшер (5) | 1:2          | Ле-Пюї (4)   |
| Брест             | 1:0          | Анже (2)     |
| Сошо (3)          | 2:1          | Лор'ян       |
| Ніцца             | 0:0 пен. 4:2 | Осер (2)     |
| 7 січня 2024      |              |              |
| Понтарльє (5)     | 0:3          | Ліон         |
| Шамбері (5)       | 0:3          | Тулуза       |
| Фер (5)           | 3:5          | Сен-Пріє (5) |
| Луан-Кюїзо (5)    | 0:2          | Руан (3)     |

### Група C
| Команда 1          | Рахунок      | Команда 2     |
| ------------------ | ------------ | ------------- |
| 5 січня 2024       |              |               |
| Мец                | 1:1 пен. 1:3 | Клермон       |
| 6 січня 2024       |              |               |
| Фабрег (6)         | 1:4          | Треліссак (4) |
| Олімпік (Алес) (4) | 1:2          | Париж (2)     |
| Орлеан (3)         | 2:1          | Нім (3)       |
| Роморантен (4)     | 4:0          | Мульєн        |
| Ентент (5)         | 1:1 пен. 2:4 | Бордо (2)     |
| 7 січня 2024       |              |               |
| Ланс               | 2:2 пен. 5:6 | Монако        |
| Гавр               | 2:1          | Кан (2)       |

### Група D
| Команда 1      | Рахунок      | Команда 2       |
| -------------- | ------------ | --------------- |
| 5 січня 2024   |              |                 |
| Шаллань (5)    | 0:4          | Родез (2)       |
| По (2)         | 1:4          | Нант            |
| 6 січня 2024   |              |                 |
| Авуан (4)      | 0:4          | Страсбур        |
| Ле-Ерб'є (4)   | 2:2 пен. 3:4 | Шатору (3)      |
| 7 січня 2024   |              |                 |
| Бержерак (4)   | 2:1          | Лібурн (4)      |
| Дьєпп (5)      | 0:4          | Лаваль (2)      |
| Дінан-Леон (4) | 0:3          | Реймс           |
| Ревель (6)     | 0:9          | Парі Сен-Жермен |

## 1/16 фіналу
| Команда 1       | Рахунок        | Команда 2       |
| --------------- | -------------- | --------------- |
| 19 січня 2024   |                |                 |
| Бержерак (4)    | 1:2            | Ліон            |
| 20 січня 2024   |                |                 |
| Нант            | 0:1            | Лаваль (2)      |
| Родез (2)       | 1:3            | Монако          |
| Треліссак (4)   | 1:2            | Брест           |
| Валансьєн (2)   | 2:1            | Париж (2)       |
| Ле-Пюї (4)      | 2:1            | Дюнкерк (2)     |
| Бордо (2)       | 2:3            | Ніцца           |
| Орлеан (3)      | 1:4            | Парі Сен-Жермен |
| 21 січня 2024   |                |                 |
| Руан (3)        | 3:3 пен. 12:11 | Тулуза          |
| Клермон         | 1:3            | Страсбур        |
| Сошо (3)        | 2:2 пен. 5:4   | Реймс           |
| Шатору (3)      | 0:1            | Гавр            |
| Расінг (4)      | 0:1            | Лілль           |
| Сен-Пріє (5)    | 4:1            | Роморантен (4)  |
| Ренн            | 1:1 пен. 9:8   | Марсель         |
| 24 січня 2024   |                |                 |
| Фені Ольнуа (4) | 0:4            | Монпельє        |

## 1/8 фіналу
| Команда 1       | Рахунок      | Команда 2     |
| --------------- | ------------ | ------------- |
| 6 лютого 2024   |              |               |
| Сошо (3)        | 1:6          | Ренн          |
| 7 лютого 2024   |              |               |
| Ліон            | 2:1          | Лілль         |
| Ле-Пюї (4)      | 2:1          | Лаваль (2)    |
| Страсбур        | 3:1          | Гавр          |
| Парі Сен-Жермен | 3:1          | Брест         |
| Сен-Пріє (5)    | 1:2          | Валансьєн (2) |
| Монпельє        | 1:4          | Ніцца         |
| 8 лютого 2024   |              |               |
| Руан (3)        | 1:1 пен. 6:5 | Монако        |

## 1/4 фіналу
| Команда 1       | Рахунок      | Команда 2     |
| --------------- | ------------ | ------------- |
| 27 лютого 2024  |              |               |
| Ліон            | 0:0 пен. 4:3 | Страсбур      |
| 28 лютого 2024  |              |               |
| Руан (3)        | 1:1 пен. 2:4 | Валансьєн (2) |
| 29 лютого 2024  |              |               |
| Ле-Пюї (4)      | 1:3          | Ренн          |
| 13 березня 2024 |              |               |
| Парі Сен-Жермен | 3:1          | Ніцца         |

## 1/2 фіналу
| Команда 1       | Рахунок | Команда 2     |
| --------------- | ------- | ------------- |
| 2 квітня 2024   |         |               |
| Ліон            | 3:0     | Валансьєн (2) |
| 3 квітня 2024   |         |               |
| Парі Сен-Жермен | 1:0     | Ренн          |

## Фінал
| 25 травня 2024 21:00 CEST |

| Ліон        | 1–2      | Парі Сен-Жермен      |
| ----------- | -------- | -------------------- |
| О'Браєн 55' | Протокол | Дембеле 22' Руїс 34' |

| П'єр Моруа, Вільнев-д'Аск Глядачів: 46 577 Арбітр: Франсуа Летексьє |